# Sonorama 2022
Sonorama 2022, o Sonorama Ribera 2022, fue la XXIVª edición del Festival Sonorama, y XXVº aniversario, llevada a cabo en la ciudad de Aranda de Duero (Provincia de Burgos, España), a mediados de agosto de 2022, y organizada por la Asociación Cultural, y sin ánimo de lucro, "Art de Troya". Tras las restricciones por la Pandemia de COVID-19, la edición de 2022 del festival recuperará los escenarios en el centro de la ciudad, incorporará un nuevo espacio denominado "Pool Party", y se espera la actuación de más de 200 artistas en 11 escenarios.
- Lugar: Recinto Ferial, El Picón y Centro histórico, Plaza del Trigo.
- Fecha: 10-14 de agosto de 2022.
- Características:

Entre los artistas confirmados destacan:
Cartel Internacional:
- Jeanette (Inglaterra)

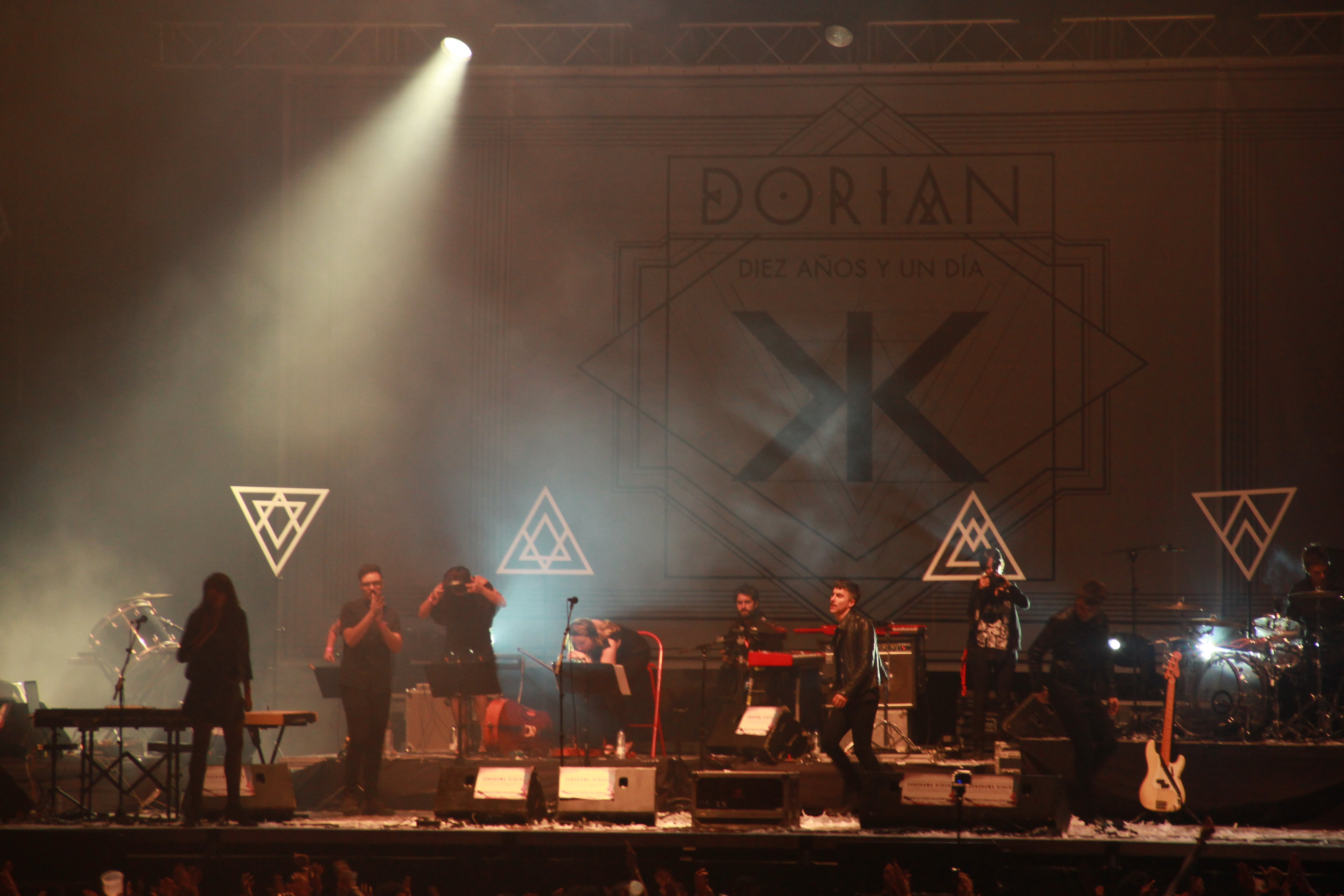
Concierto de Dorian en Sonorama 2015.

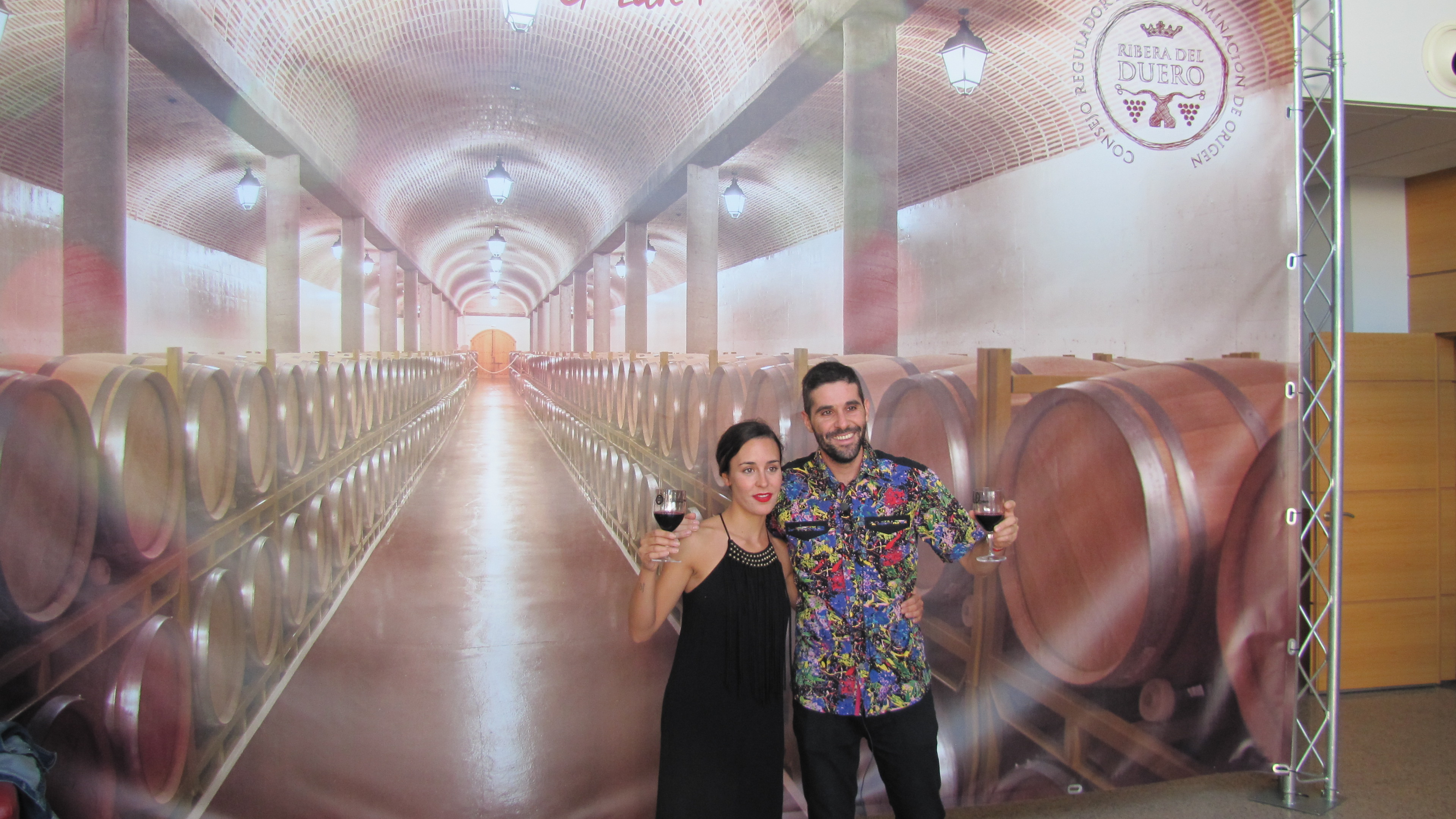
Fuel Fandango en Sonorama 2014.

- Emir Kusturica and The No Smoking Orchestra (Serbia)
- Kodaline (Irlanda)
- Future Islands (EE. UU.)

Cartel Nacional :
- Concierto 25 Aniversario
- C. Tangana
- Amaia Romero
- Celtas Cortos
- Coque Malla
- Los Secretos
- Rulo y la Contrabanda
- We Are Not Dj´s
- Izal
- La M.O.D.A.
- Ángel Stanich
- Barry B.
- Mikel Erentxun
- Arde Bogotá
- Delaporte
- Nil Moliner
- León Benavente
- Shinova
- Daniel Fernández Delgado
- Fuel Fandango
- La Casa Azul
- Dorian
- Loquillo
- Rayden
- La Frontera
- Ladilla Rusa
- Belako
- Egon Soda
- Pole (cantante)
- Dancetería
- Delaossa
- ElyElla
- Funzo & Baby Loud
- Manuel Vilas
- Recycled J
- Rufus T. Firefly
- Tu Otra Bonita
- Lao Ra
- No Te Va Gustar
- Sexy Zebras